# Jodeci
Jodeci ist eine US-amerikanische Soul/R&B-Band, die seit 1990 besteht. Mitglieder sind die Brüder Cedric Hailey (* 2. September 1969) und Joel Hailey (* 10. Juni 1971) sowie die Brüder DeVante Swing (* 24. September 1969) und Dalvin DeGrate (* 23. Juli 1971). Nach drei erfolgreichen Alben haben sich die Hailey-Brüder 1996 losgesagt, um als K-Ci & JoJo aufzutreten. Offiziell wurde Jodeci nie aufgelöst. 

## Diskografie

### Studioalben
| Jahr | Titel                                | Höchstplatzierung, Gesamtwochen, AuszeichnungChartplatzierungen (Jahr, Titel, Platzierungen, Wochen, Auszeichnungen, Anmerkungen) | Höchstplatzierung, Gesamtwochen, AuszeichnungChartplatzierungen (Jahr, Titel, Platzierungen, Wochen, Auszeichnungen, Anmerkungen) | Anmerkungen                             |
| Jahr | Titel                                | UK | US | Anmerkungen                             |
| ---- | ------------------------------------ | --- | --- | --------------------------------------- |
| 1991 | Forever My Lady                      | — | US18 ×3Dreifachplatin · (83 Wo.)US                                                                                                | Erstveröffentlichung: 28. Mai 1991      |
| 1993 | Diary of a Mad Band                  | UK— SilberUK | US3 ×2Doppelplatin · (36 Wo.)US                                                                                                   | Erstveröffentlichung: 21. Dezember 1993 |
| 1995 | The Show, the After Party, the Hotel | UK4 Silber · (10 Wo.)UK | US2 Platin · (46 Wo.)US | Erstveröffentlichung: 18. Juli 1995     |
| 2015 | The Past, The Present, The Future    | — | US23 (4 Wo.)US | Erstveröffentlichung: 31. März 2015     |

### Kompilationen
| Jahr | Titel                                | Höchstplatzierung, Gesamtwochen, AuszeichnungChartplatzierungen (Jahr, Titel, Platzierungen, Wochen, Auszeichnungen, Anmerkungen) | Höchstplatzierung, Gesamtwochen, AuszeichnungChartplatzierungen (Jahr, Titel, Platzierungen, Wochen, Auszeichnungen, Anmerkungen) | Anmerkungen                        |
| Jahr | Titel                                | UK | US | Anmerkungen                        |
| ---- | ------------------------------------ | --- | --- | ---------------------------------- |
| 2005 | Back to the Future: The Very Best of | — | US27 (8 Wo.)US | Erstveröffentlichung: 7. Juni 2005 |

Weitere Alben
- 2006: The Millennium Collection: The Best of
- 2008: Playlist Your Way

### Singles
| Jahr | Titel Album                                          | Höchstplatzierung, Gesamtwochen, AuszeichnungChartplatzierungen (Jahr, Titel, Album, Platzierungen, Wochen, Auszeichnungen, Anmerkungen) | Höchstplatzierung, Gesamtwochen, AuszeichnungChartplatzierungen (Jahr, Titel, Album, Platzierungen, Wochen, Auszeichnungen, Anmerkungen) | Anmerkungen                             |
| Jahr | Titel Album                                          | UK | US | Anmerkungen                             |
| ---- | ---------------------------------------------------- | --- | --- | --------------------------------------- |
| 1991 | Forever My Lady                                      | — | US25 (20 Wo.)US | Erstveröffentlichung: 13. August 1991   |
| 1991 | Stay Forever My Lady                                 | — | US41 (18 Wo.)US | Erstveröffentlichung: 3. Dezember 1991  |
| 1992 | Come and Talk to Me Forever My Lady                  | — | US11 Gold · (28 Wo.)US | Erstveröffentlichung: 10. März 1992     |
| 1992 | I'm Still Waiting Forever My Lady                    | — | US85 (7 Wo.)US | Erstveröffentlichung: 25. August 1992   |
| 1993 | Cherish Fried Green Tomatoes (O.S.T.)                | UK56 (2 Wo.)UK | — | Erstveröffentlichung: Januar 1993       |
| 1993 | Let's Go Through the Motions Who's the Man? (O.S.T.) | — | US65 (12 Wo.)US | Erstveröffentlichung: April 1993        |
| 1993 | Lately Uptown MTV Unplugged                          | — | US4 Gold · (24 Wo.)US | Erstveröffentlichung: Juni 1993         |
| 1993 | Cry for You Diary of a Mad Band                      | UK20 (4 Wo.)UK | US15 Gold · (20 Wo.)US | Erstveröffentlichung: 23. November 1993 |
| 1994 | Feenin' Diary of a Mad Band                          | UK18 (3 Wo.)UK | US25 (20 Wo.)US | Erstveröffentlichung: 8. März 1994      |
| 1995 | Freek'n You The Show, the After Party, the Hotel     | UK17 (7 Wo.)UK | US14 Gold · (20 Wo.)US | Erstveröffentlichung: 30. Mai 1995      |
| 1995 | Love U 4 Life The Show, the After Party, the Hotel   | UK23 (5 Wo.)UK | US31 (20 Wo.)US | Erstveröffentlichung: 31. Oktober 1995  |
| 1996 | Get on Up The Show, the After Party, the Hotel       | UK20 (2 Wo.)UK | US22 (18 Wo.)US | Erstveröffentlichung: 11. Januar 1996   |

Weitere Singles
- 1991: Gotta Love
- 1994: What About Us
- 2014: Nobody Wins (feat. B.o.B)
- 2015: Every Moment